# Pervomaiski (Kurgáninsk, Krasnodar)
Pervomaiski (del ruso: Первомайский), es un posiólok del raión de Kurgáninsk del krai de Krasnodar, en Rusia. Está situado en la región entre las llanuras de Kubán-Priazov y las estribaciones septentrionales del Cáucaso, a orillas del arroyo Zelenchuk Pervi, tributario del Zelenchuk Vtorói, afluente del Kubán, 25 km al norte de Kurgáninsk y 127 km al este de Krasnodar. Tenía 740 habitantes en 2010
Pertenece al municipio Petropávlovskoye.